# Allocosinae
Allocosinae Dondale, 1986 è una sottofamiglia di ragni appartenente alla famiglia Lycosidae.

## Caratteristiche
I caratteri diagnostici più rilevanti di questa sottofamiglia sono:.
1. L'apofisi terminale ricorda, per la forma, un becco; l'apofisi mediana possiede a sua volta due apofisi retrolaterali appuntite, la cui base funge da conduttore[1].
2. Il setto mediano e l'atrio sono andati perduti[1].
3. Il lobo tegulare è ben sviluppato[1].

## Distribuzione
Il genere Allocosa è presente pressoché in tutto il mondo.

## Tassonomia
Attualmente, a dicembre 2021, è costituita da 2 generi:
1. Allocosa Banks, 1900 - pressoché cosmopolita
2. Gnatholycosa Mello-Leitao, 1940 - Argentina